# New Paris (Ohio)
New Paris és una població dels Estats Units a l'estat d'Ohio. Segons el cens del 2000 tenia 1.623 habitants.

## Demografia
Segons el cens del 2000, New Paris tenia 1.623 habitants, 692 habitatges, i 446 famílies. La densitat de població era de 882,6 habitants per km².
Dels 692 habitatges en un 30,9% hi vivien nens de menys de 18 anys, en un 48,3% hi vivien parelles casades, en un 11,6% dones solteres, i en un 35,5% no eren unitats familiars. En el 30,9% dels habitatges hi vivien persones soles l'11,1% de les quals corresponia a persones de 65 anys o més que vivien soles. El nombre mitjà de persones vivint en cada habitatge era de 2,35 i el nombre mitjà de persones que vivien en cada família era de 2,91.
Per edats la població es repartia de la següent manera: un 24,2% tenia menys de 18 anys, un 10,4% entre 18 i 24, un 29,3% entre 25 i 44, un 20,8% de 45 a 60 i un 15,3% 65 anys o més.
L'edat mediana era de 37 anys. Per cada 100 dones de 18 o més anys hi havia 91,6 homes.
La renda mediana per habitatge era de 31.726 $ i la renda mediana per família de 36.402 $. Els homes tenien una renda mediana de 27.870 $ mentre que les dones 21.731 $. La renda per capita de la població era de 14.422 $. Aproximadament el 8,2% de les famílies i el 10,1% de la població estaven per davall del llindar de pobresa.

## Poblacions més properes
El següent diagrama mostra les poblacions més properes.